# Desa Daiama
Desa Daiama är en administrativ by i Indonesien.   Den ligger i provinsen Nusa Tenggara Timur, i den sydöstra delen av landet, 1 900 km öster om huvudstaden Jakarta. Desa Daiama ligger på ön Pulau Roti.